# Баден-Баден (станція)
48°47′26″ пн. ш. 8°11′27″ сх. д. / 48.7906° пн. ш. 8.19083° сх. д.
Баден-Баден (нім. Bahnhof Baden-Baden) — залізнична станція у місті Баден-Баден, Баден-Вюртемберг, Німеччина. 
Регулярно обслуговується місцевими поїздами та поїздами далекого сполучення, під орудою Deutsche Bahn, а також двома лініями штадтбану Карлсруе, під орудою Albtal-Verkehrs-Gesellschaft  
Станція розташована на 105,3 км Райнтальбану (рахуючи від Мангайма) у районі Баден-Бадена Ос. 
До 1977 року від станції діяло відгалуження до центру Баден-Бадена.

## Історія
6 травня 1844 року державна залізниця Великого Герцогства Баден відкрила станцію разом із Райнтальбаном. 
У той час станція мала назву  Ос. 
Спочатку вона мала невеликий дерев'яний вокзал. 
Протягом року пасажири використовували кінні автобуси для транспортування до Баден-Бадена, поки 27 липня 1845 року не відкрито відгалуження до центру Баден-Бадена з тупиковою станцією в центрі міста. 

У 1904 році споруджено новий вокзал, що чинний і сьогодні. 

У 1908 році станцію перейменовано на Баден-Ос.
У 1928 році громаду Ос включено до складу Баден-Бадена, а станцію перейменовано на Баден-Баден-Західний. Цю зміну назви, однак, скасовано в 1937 році, і станція знову здобула назву Баден-Ос. 
2 січня 1945 року станцію сильно пошкоджено бомбами під час авіанальоту. 

У 1926-1949 рр. станція мала трамвайне сполучення з Ліхтенталем. 
У 1949 році трамваї замінені тролейбусами, проте в 1971 році і їх рух припинено.
У 1950-х роках залізницю, що обслуговувала станція, електрифіковано.
24 вересня 1977 року колію до міста Баден-Баден закрито, а колії демонтовано. 
Станцію Баден-Ос остаточно перейменовано на Баден-Баден.
У ході модернізації Райнтальбану до чотирьох колій, на дистанції Карлсруе — Базель, у 1997—2005 рр. проведено фундаментальну модернізацію залізничного обладнання та вокзалу. 
Усі платформи забезпечені ліфтами. 
Крім того, перефарбували фасад та оновили інтер’єр. 
Ця реконструкція коштувала загалом близько 14,9 мільйона євро. 
Архітектурна асоціація Баден-Вюртемберга присудила «Нагороду за зразкову будівлю 2008» місту Баден-Баден за модернізацію вокзалу. 

## Опис
Станція має п'ять наскрізних платформних колій. Колія 1 обслуговує головну платформу, колії 2 і 3 — центральну платформу. Колії 4 і 7 — берегові платформи . Між цими двома платформними коліями знаходяться дві наскрізні головні колії 5 і 6 високошвидкісної лінії, якими курсують потяги на швидкостях 250 км/год і використовуються, серед іншого, для пропуску поїздів ICE. 
Усі платформи сполучені двома підземними переходами, доступними для людей з обмеженими можливостями. 
У вокзалі розташовані каса DB, дві кав'ярні, книжкова крамниця і готель. 

Автобусна станція розташована на схід від вокзалу і безпосередньо сполучена критим переходом з платформою 1. Автобусна станція має сполучення з центром Баден-Бадена. 
Автобуси експлуатуються компанією Baden-Baden-Linie.

## Операції
На станції Баден-Баден щодня зупиняються 143 поїзди, з них 43 поїзди далекого прямування. 

### Далеке прямування
| Лінія  | Маршрут | Інтервал                |
| ------ | --- | ----------------------- |
| ICE 12 | Берлін – Брауншвайг – Геттінген – Кассель-Вільгельмсхее – Фульда – Франкфурт – Мангайм – Карлсруе – ( Баден-Баден –) Оффенбург – Фрайбург – Базель SBB                                                                   | окремі поїзди           |
| ICE 20 | (Кіль –) Гамбург-Альтона – Ганновер – Геттінген – Кассель-Вільгельмсгее – Франкфурт-Головний – Мангайм – Карлсруе – Баден-Баден – Фрайбург – Базель – Цюрих                                                              | що дві години           |
| ICE 43 | (Гамбург-Альтона — Гамбург – Бремен – Дортмунд – Гаген – Вупперталь –) Кельн – Франкфуртський аеропорт – Мангайм – Карлсруе – ( Баден-Баден –) Оффенбург – Фрайбург – Базель SBB                                         | окремі поїзди           |
| ICE 60 | (Базель SBB – Баден-Баден –) Карлсруе – Штутгарт – Ульм – Аугсбург – Мюнхен | окремі поїзди           |
| ICE 84 | Франкфурт (Майн) – Мангайм – Карлсруе – Баден-Баден – Страсбург – Мюлуз-Вілль – Бельфор-Монбельяр TGV – Безансон-Франш-Конте TGV – Шалон-сюр-Сон – Ліон-Парт-Дьє – Авіньйон TGV – Екс-ан-Прованс TGV – Марсель-Сен-Шарль | одна пара поїздів щодня |
| EC 30  | Гамбург – Бремен – Мюнстер – Дортмунд – Ессен – Дуйсбург – Дюссельдорф – Кельн – Бонн – Кобленц – Майнц – Мангайм – Карлсруе – Баден-Баден – Фрайбург – Базель SBB – Цюрих                                               | одна пара поїздів щодня |
| IC 35  | (Нордайх-Моле -) Емден - Мюнстер - Реклінгхаузен - Гельзенкірхен - Дуйсбург - Дюссельдорф - Кельн - Бонн - Кобленц - Майнц - Мангайм - Карлсруе - Баден-Баден - Оффенбург - Зінген - Констанц                            | окремі поїзди           |

### Регіональні
| Лінія | Маршрут                                                                                             | Інтервал                |
| ----- | --------------------------------------------------------------------------------------------------- | ----------------------- |
| RE2   | Карлсруе – Раштат – Баден-Баден – Ахерн – Оффенбург – Філлінген – Зінген – Констанц                 | щогодини                |
| RE7   | Карлсруе – Раштат – Баден-Баден – Оффенбург – Фрайбург – Мюльхайм – Базель-Бадішен – ( Базель SBB ) | Погодинно, з проміжками |
| RB44  | Карлсруе – Раштат – (Баден-Баден – Ахерн )                                                          | Погодинно, з проміжками |

### Штадтбан Карлсруе
| Лінія | Маршрут                                                                                            |
| ----- | -------------------------------------------------------------------------------------------------- |
| S7    | Ахерн – Баден-Баден – Раштат – Дурмерсгайм – Карлсруе-Гол. – Карлсруе Туллаштрассе/Альтер-Шлахтгоф |
| S71   | Ахерн – Баден-Баден – Раштат – Мугенштурм – Карлсруе-Головний                                      |